# Eucalyptus arborella
Eucalyptus arborella (лат.) — кустарник или небольшое дерево, вид рода Эвкалипт (Eucalyptus) семейства Миртовые (Myrtaceae), эндемик небольшого юго-западного региона Западной Австралии. Растение с гладкой сероватой корой, узкими ланцетовидными листья, цветочными бутонами, собранными в группах по тринадцать-двадцать и сросшимися вместе, желтовато-зелёными цветками и плодами, сросшимися в древесную массу.

## Ботаническое описание
Eucalyptus arborella — кустарник или небольшое дерево, вырастающее до 5 м в высоту и не образующее лигнотубера. Кора беловато-серого цвета, иногда становится медно-розовой и гладкой по всей длине дерева. Листья на молодых растениях и молодых побегах имеют яйцевидную форму до 60 мм в длину и 28 мм в ширину. Зрелые листья от эллиптических до ланцетовидных, блестящие тёмно-зелёные с обеих сторон, 60-80 мм в длину и 12-19 мм в ширину на черешке длиной 5-10 мм. Цветочные бутоны собраны группами от тринадцати до двадцати и срастаются в пазухах листьев на уплощённом цветоносе длиной от 12 до 35 мм. Гроздь почек имеет длину 45-65 мм в зрелом возрасте, при этом отдельная почка имеет ширину 7-12 мм у основания калиптры. Калиптра имеет длину 38-50 мм, в пять-восемь раз длиннее чашечки цветка и изогнута. Цветёт с марта по май, цветки зеленоватые. Плоды срастаются в древесную массу шириной 9-15 мм на загнутом вниз цветоносе.

## Таксономия
Eucalyptus arborella был впервые официально описан в 2002 году Иэном Брукером и Стивеном Хоппером из экземпляра, собранного недалеко от центра полевых исследований в национальном парке Фицджералд-Ривер. Описание опубликовано в журнале Nuytsia. Видовой эпитет — arborella — от латинского слова arbor, означающего «дерево», с уменьшительным суффиксом -ellus, то есть «маленькое дерево».
Eucalyptus arborella принадлежит к подроду Eucalyptus Symphyomyrtus, секции Bisectae, подразделу Hadrotes, из-за его грубо разделённых пополам семядолей, прямостоячих тычинок и более крупных плодов с толстой каймой. Подсекция Hadrotes включает десять видов, восемь из которых не имеют маслянистых желёз в сердцевине побегов. Вместе эти восемь видов образуют серию Lehmannianae, отличаемых по группе плодов с выступающими створками, кончики которых остаются сросшимися даже после выпадения семян, что также характерно для отдалённо родственного Eucalyptus cornuta.
Из восьми видов ряда Lehmannianae четыре вида E. conferruminata, E. lehmannii, E. mcquoidii и E. arborella имеют почки в каждом пазушном скоплении, которое срослось в основании.

## Распространение и местообитание
Eucalyptus arborella — эндемик Западной Австралии. Растёт на каменистых местах в национальном парке Фицджералд-Ривер и недалеко от Кораккерап в биогеографическом регионе Эсперанс-Плэйнс.

## Охранный статус
E. arborella классифицируется Государственным департаментом парков и дикой природы Западной Австралии как «приоритет три», что означает, что он плохо изучен и известен только в нескольких местах, но не находится под непосредственной угрозой.
Международный союз охраны природы классифицирует природоохранный статус вида как «вызывающий наименьшие опасения».